# Norbert Müller (Sporthistoriker)
Norbert Müller (* 9. Dezember 1946 in Speyer; † 16. Februar 2022 in Mainz) war ein deutscher Sporthistoriker und Professor an der Universität Mainz. Er galt wegen seiner vielfältigen Erforschung der olympischen Idee als Olympiaprofessor.

## Leben
Müller war in seiner Jugend ein sehr guter Mehrkämpfer und Hochspringer. Nach dem Abitur am Gymnasium am Kaiserdom in Speyer studierte er in Mainz Sport. Nach dem Abschluss als Diplomsportlehrer (1969) wurde er wissenschaftlicher Assistent bei Berno Wischmann. 1972 war er Protokollchef des Olympischen Dorfes bei den Olympischen Sommerspielen. Nach der Promotion 1976 zur Olympischen Erziehung wurde er Dozent in der Abteilung Sportgeschichte von Heinz-Egon Rösch. Mit der Berufung Röschs nach Düsseldorf 1979 wurde Müller in Mainz zum Professor berufen und blieb dies bis zu seiner Emeritierung 2012. Anschließend übernahm er eine Seniorprofessur an der Technischen Universität Kaiserslautern.
Seit seiner Teilnahme an der Internationalen Olympischen Akademie in Olympia (1968) ließ Müller die Olympische Idee nicht mehr los. Er gab die kritische Edition der Werke Pierre de Coubertins heraus (15.000 Seiten) und engagierte sich in der Olympischen Bewegung und wurde permanenter Dozent an der Internationalen Olympischen Akademie.
Müller starb am 16. Februar 2022 nach langer Krankheit im Alter von 75 Jahren.

## Ehrungen
- Olympischer Orden des IOC in Silber (1997)
- Ritter der Ehrenlegion (2001)
- Bundesverdienstkreuz 1. Klasse (2008)
- Mitglied des päpstlichen Laienrates. Sprecher des Vatikans im Europarat (2008)[8]
- Ehrendoktor der United States Sports Academy (2013)[9]
- Ethikpreis der Deutschen Jugendkraft (DJK) (2013)[10]